# 北关清真寺 (北京)
39°55′03″N 116°39′34″E / 39.917418°N 116.659383°E
北关清真寺，位于北京市通州区永顺地区新华北路，是一座伊斯兰教清真寺。

## 简介
北关清真寺的前身是牛作坊清真寺，位于通县城关乡牛作坊村（后为永顺镇牛作坊143号）。创建于明朝，清朝重修。文化大革命期间，山门、北讲堂、望月楼被拆除。到移址重建前，该清真寺为东向一进院落，尚存礼拜殿三间（勾连搭三卷，前出轩，大式作法），南讲堂三间（小式作法）。
由于北关地区是北京城市副中心的重点建设地区，所以牛作坊清真寺被拆除，移址重建为北关清真寺。2012年，通州规划分局将北关清真寺选址在永顺镇人民政府北侧（新华北路公交车“皇木厂站”西侧，北临永顺北街东口）。2014年1月，北关清真寺落成投入使用，建筑面积从原先的1300平方米扩大至1750平方米。